# Ordnet.dk

ordnet.dk er en dansk hjemmeside oprettet 2005, som indeholder forskellige hjemmesider der omhandler det danske sprog.
Ordnet.dk blev oprettet af Det Danske Sprog- og Litteraturselskab med støtte fra Carlsbergfondet og Kulturministeriet. Projektet omfatter digitale udgaver af Ordbog over det danske Sprog (samt Supplement til Ordbog over det danske Sprog, 2006), Den Danske Ordbog (tilføjet 2009) og KorpusDK (som i 2008 erstattede Korpus2000). I 2022 tilføjede hjemmesiden Dansk Navneleksikon, som har et nyt udseende som de øvrige opslagsværker over tid også går over tid.